# Tear the World Down
Tear the World Down è l'album di debutto degli statunitensi We Are the Fallen. È stato pubblicato dalla Universal Republic il 10 maggio 2010 nel Regno Unito e il giorno seguente negli Stati Uniti d'America.
La copertina dell'album è ispirata al video del brano The Howling della band olandese Within Temptation.
Il primo singolo estratto dall'album è Bury Me Alive, uscito il 22 giugno 2009.
L'album ha raggiunto la 33ª posizione nella classifica Billboard 200 e la 6ª in quella degli album Hard rock.

## Tracce
1. Bury Me Alive (Smithson, Moody) - 4:46
2. Burn - 3:44
3. Paradigm - 3:55
4. Don't Leave Me Behind - 3:34
5. Sleep Well My Angel - 4:07
6. Through Hell - 3:41
7. I Will Stay - 4:07
8. Without You - 3:17
9. St. John - 3:59
10. I Am Only One - 4:38
11. Tear the World Down (Smithson, Moody) - 6:50

### Bonus tracks
1. Samhain – 4:07
2. Like a Prayer (Madonna) – 4:11
3. Bury Me Alive (Acoustic) (Smithson, Moody) – 4:45

## Formazione
- Carly Smithson — voce
- Ben Moody — chitarra solista, pianoforte, percussioni, programmazione
- John LeCompt — chitarra ritmica, mandolino, programmazione
- Marty O'Brien — basso
- Rocky Gray — batteria

### Ulteriori musicisti
- Bethanie — cori in Burn
- John "J.C." LeCompt II — cori in Burn
- David Hodges — pianoforte
- Daniel Moody — pianoforte, B3
- David Richard Campbell — archi
- Phillip Peterson — violoncello; archi in I Am Only One
- Jeremiah Gray — percussioni